# Stilbops ruficornis
Stilbops ruficornis là một loài tò vò trong họ Ichneumonidae.